# Varicam
Varicam è il marchio con cui la Panasonic commercializza una serie di telecamere orientate alla cinematografia digitale.

## Aspetti tecnici
Uscita nel 2003, è giunta al suo secondo modello a inizio del 2006.
La varicam registra segnali ad alta definizione con una risoluzione di 1280×720 pixel, con scansione progressiva. Nel 2008, ne è stato presentato un modello in grado di riprendere a 1920×1080 pixel, su schede di memoria P2.
Il codec di compressione è il DVCPRO100HD. Si tratta di un codec con campionamento a 4:2:2: ciò significa che per ogni quattro pixel di segnale di luminanza Y registra 2 pixel dei segnali di crominanza CB e CR. Il codec fa parte della famiglia del DV (la compressione è sempre la trasformata discreta del coseno o DCT)  ma si differenzia appunto per questo maggior campionamento e per un bitrate di 100 Mbit/s contro i 25 del DV e dell'HDV (che ha una compressione di tipo MPEG-2)
Il registratore è incorporato: come la Sony CineAlta, la Varicam è in grado di registrare su nastro in un registratore incorporato (o su schede di memoria), laddove la Thomson Viper, la Panavision 24p e la Dalsa Origin devono registrare su dischi rigidi esterni.

## Riprese a velocità variabile
Il nome Varicam deriva dal fatto che questo camcorder è stato il primo a poter registrare a velocità di fotogramma al secondo variabile (in seguito, anche la Sony ha messo in commercio il proprio XDCAM con caratteristiche analoghe), e questo la rende adatta alle riprese ad alta velocità, un campo di applicazione caratteristico della pellicola.
Per capire la portata di quest'innovazione bisogna comprendere il funzionamento di una normale videocamera.

Questa registra un numero fisso di fotogrammi al secondo, per esempio 30 in formato NTSC (più precisamente 29,978) e 25 in formato PAL. Per effettuare una scena al rallentatore bisogna rileggere più volte lo stesso fotogramma, talvolta intervenendo in fase di postproduzione interpolando i fotogrammi e creando così degli artefatti: di fatto si fa un frame-blending tra il fotogramma precedente e quello successivo, cioè li si sovrappone con opacità del 50%. In ogni caso, la risoluzione temporale delle immagini è sempre fissa e corrisponde alla cadenza di ripresa.
Con la varicam, analogamente a quanto avviene con la pellicola si può registrare a 60 fotogrammi al secondo, riprodurre a 25 fps e avere un rallenti naturale privo di artefatti.
Nota importante: la varicam registra sempre 60 fotogrammi al secondo; quando si imposta per esempio a 12 fps, essa (o il registratore da studio) in sede di riproduzione considererà "validi" solo 12 dei 60 fotogrammi registrati (laddove una cinepresa registra effettivamente solo i fotogrammi per i quali è impostata).